# マリー・アンヌ・ド・バヴィエール

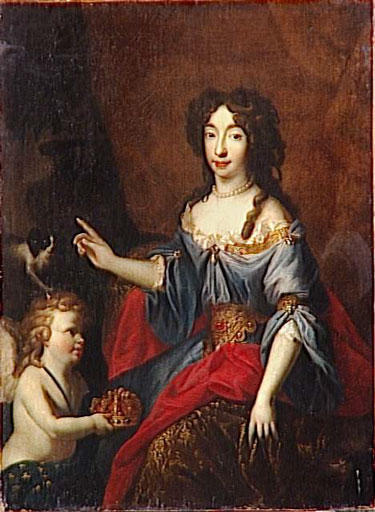
マリー・アンヌ・ド・バヴィエール

マリー・アンヌ・クリスティーヌ・ヴィクトワール・ド・バヴィエール（Marie Anne Christine Victoire de Bavière, 1660年11月28日 - 1690年4月20日）は、フランス王太子ルイ（グラン・ドーファン）の妃。

## 生涯
バイエルン選帝侯フェルディナント・マリアと妃ヘンリエッテ・アーデルハイトの長女で、ドイツ名はマリア・アンナ・クリスティーネ・ヴィクトリア（Maria Anna Christine Victoria）。
バイエルン選帝侯マクシミリアン2世エマヌエルとケルン選帝侯ヨーゼフ・クレメンスは弟で、アストゥリアス公ヨーゼフ・フェルディナントと神聖ローマ皇帝カール7世・ケルン選帝侯クレメンス・アウグスト兄弟は甥に当たる。
1680年にルイ14世の長男ルイ王太子と結婚した。
夫ルイは気さくな性格で誰とでも打ち解ける宮廷の人気者だったが、反対にマリー・アンヌは、堅実なドイツとはあまりにも違う派手なヴェルサイユの生活になじめず、自室にこもりがちで目立たない存在だった。1690年に29歳で死去した。

## 子女
夫との間に以下の3男をもうけた。
- ルイ（1682年 - 1712年） - ブルゴーニュ公、王太子、ルイ15世の父。
- フィリップ（1683年 - 1746年） - アンジュー公、後にスペイン王フェリペ5世となる。
- シャルル（1686年 - 1714年） - ベリー公